# Glanzstoff Austria

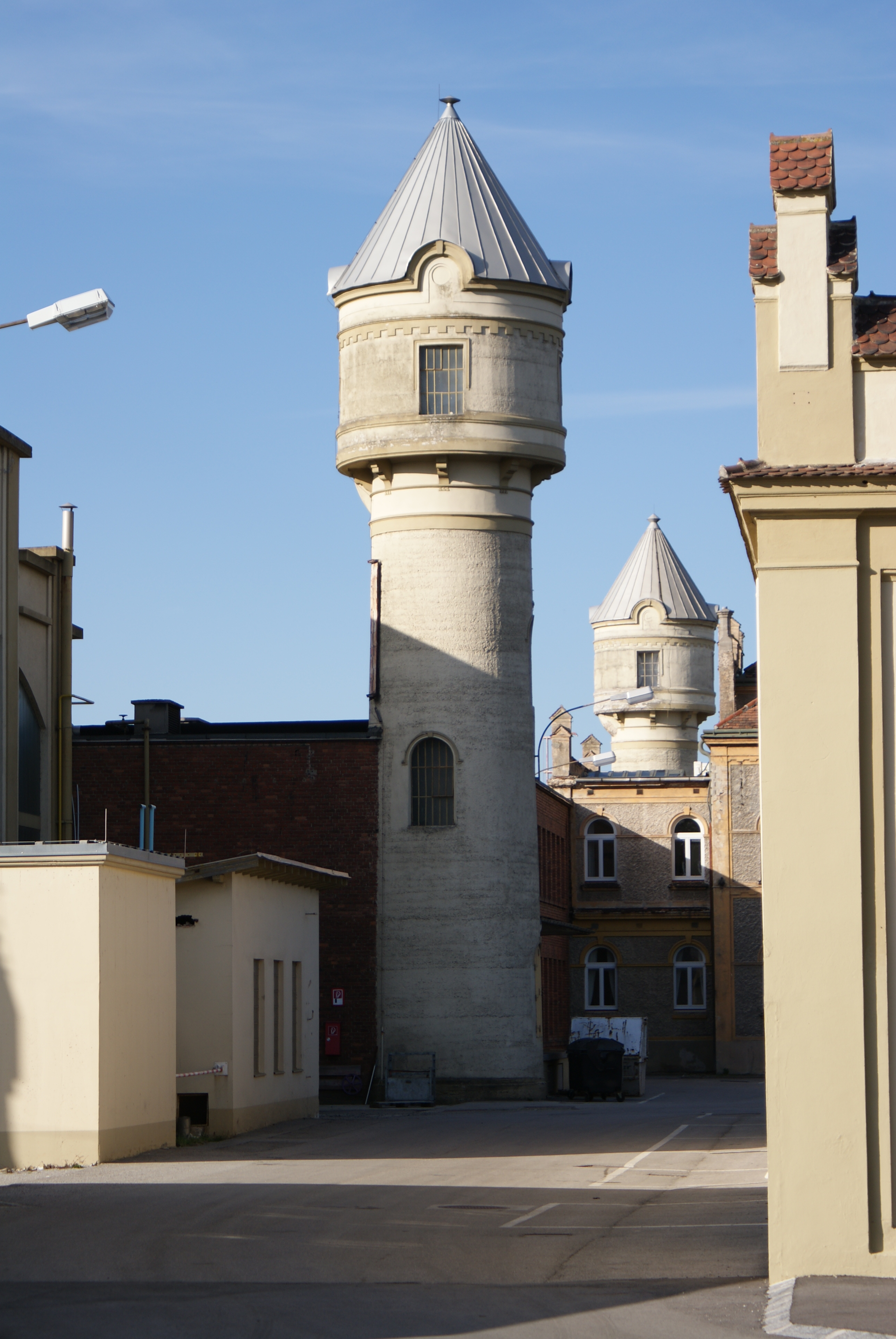

A Glanzstoff Austria foi uma empresa de produtos químicos sediada no município austríaco de Sankt Pölten, no estado de Baixa Áustria. Foi inaugurada em 1906.